# Кресент (Айова)
Кресент (англ. Crescent) — місто (англ. city) в США, в окрузі Поттаваттамі штату Айова. Населення — 628 осіб (2020).

## Географія
Кресент розташований за координатами 41°22′15″ пн. ш. 95°51′18″ зх. д. / 41.37083° пн. ш. 95.85500° зх. д. (41.370740, -95.854917).  За даними Бюро перепису населення США в 2010 році місто мало площу 2,83 км², з яких 2,82 км² — суходіл та 0,01 км² — водойми.

## Демографія
Згідно з переписом 2010 року, у місті мешкало 617 осіб у 235 домогосподарствах у складі 177 родин. Густота населення становила 218 осіб/км².  Було 241 помешкання (85/км²).
Расовий склад населення:
| - 98,4 % — білих - 0,2 % — корінних американців |

До двох чи більше рас належало 1,3 %. Частка іспаномовних становила 1,8 % від усіх жителів.
За віковим діапазоном населення розподілялося таким чином: 20,3 % — особи молодші 18 років, 66,7 % — особи у віці 18—64 років, 13,0 % — особи у віці 65 років та старші. Медіана віку мешканця становила 44,1 року. На 100 осіб жіночої статі у місті припадало 103,0 чоловіків;  на 100 жінок у віці від 18 років та старших — 106,7 чоловіків також старших 18 років.
Середній дохід на одне домашнє господарство  становив 80 654 долари США (медіана — 81 731), а середній дохід на одну сім'ю — 93 136 доларів (медіана — 88 750). За межею бідності перебувало 2,6 % осіб, у тому числі 0,0 % дітей у віці до 18 років та 12,6 % осіб у віці 65 років та старших.
Цивільне працевлаштоване населення становило 264 особи. Основні галузі зайнятості: освіта, охорона здоров'я та соціальна допомога — 30,3 %, транспорт — 13,6 %, роздрібна торгівля — 11,7 %, виробництво — 10,2 %.